# Maxwellia santarosana
Maxwellia santarosana är en snäckart som först beskrevs av Dall 1905.  Maxwellia santarosana ingår i släktet Maxwellia och familjen purpursnäckor. Inga underarter finns listade i Catalogue of Life.